# Hôtel Mégret de Sérilly
L'hôtel Mégret de Sérilly est un hôtel particulier du XVIIe siècle, situé dans le Marais, au 106 de la rue Vieille-du-Temple dans le 3e arrondissement de Paris, en France.

## Histoire
Le commanditaire et le premier occupant de cet hôtel est Nicolas Malebranche. Financier, "créature de Richelieu", successivement secrétaire du roi puis trésorier général des Fermes de France, il est un bon représentant de ceux des financiers, qui, durant la première moitié du XVIIe siècle, s'approprient comme forme de demeure urbaine celle usuellement attribuée à l'élite nobiliaire, l'hôtel particulier, et comme quartier le Marais, lieu de résidence aristocratique. Il est le père du philosophe Nicolas Malebranche. Il fait probablement construire le bâtiment entre 1618 et 1620 ou 1621, en confiant le chantier à Jean Thiriot, qui a déjà réalisé l'hôtel d'Hozier, voisin.
Il est acquis en 1686 par Charles du Tillet, marquis de La Bussière, maître des requêtes. La famille du Tillet a modifié l'hôtel.

Les propriétaires successifs de l'hôtel aux XVIIe et XVIIIe siècles sont peu connus avant qu'il ne devienne en 1776 la propriété d'Antoine Jean-François Mégret de Sérilly, dont le nom sert depuis à dénommer le bâtiment. Maître des requêtes, trésorier général de l’extraordinaire des guerres en 1782, fils d'Antoine Mégret d'Étigny, Sérilly fait redécorer sa demeure urbaine par Pierre-Noël Rousset. Un boudoir remarquable y a été aménagé en 1778 pour sa femme avec des lambris de Jules-Antoine Rousseau, une cheminée sculptée par Philippe-Laurent Roland et un plafond peint par Jean-Jacques Lagrenée. Ce décor se trouve au Victoria and Albert Museum,.. Après la mort du trésorier, guillotiné durant la Terreur, le bâtiment est divisé au XIXe siècle, à l'égal de beaucoup d'autres hôtels du Marais, en boutiques, manufactures et ateliers d'artisans, avant de revenir au cours du XXe siècle à la résidence privée, à laquelle il est toujours destiné. Il a été inscrit aux Monuments historiques en 1961.

L'hôtel Mégret de Sérilly divisé en boutiques et ateliers en 1901
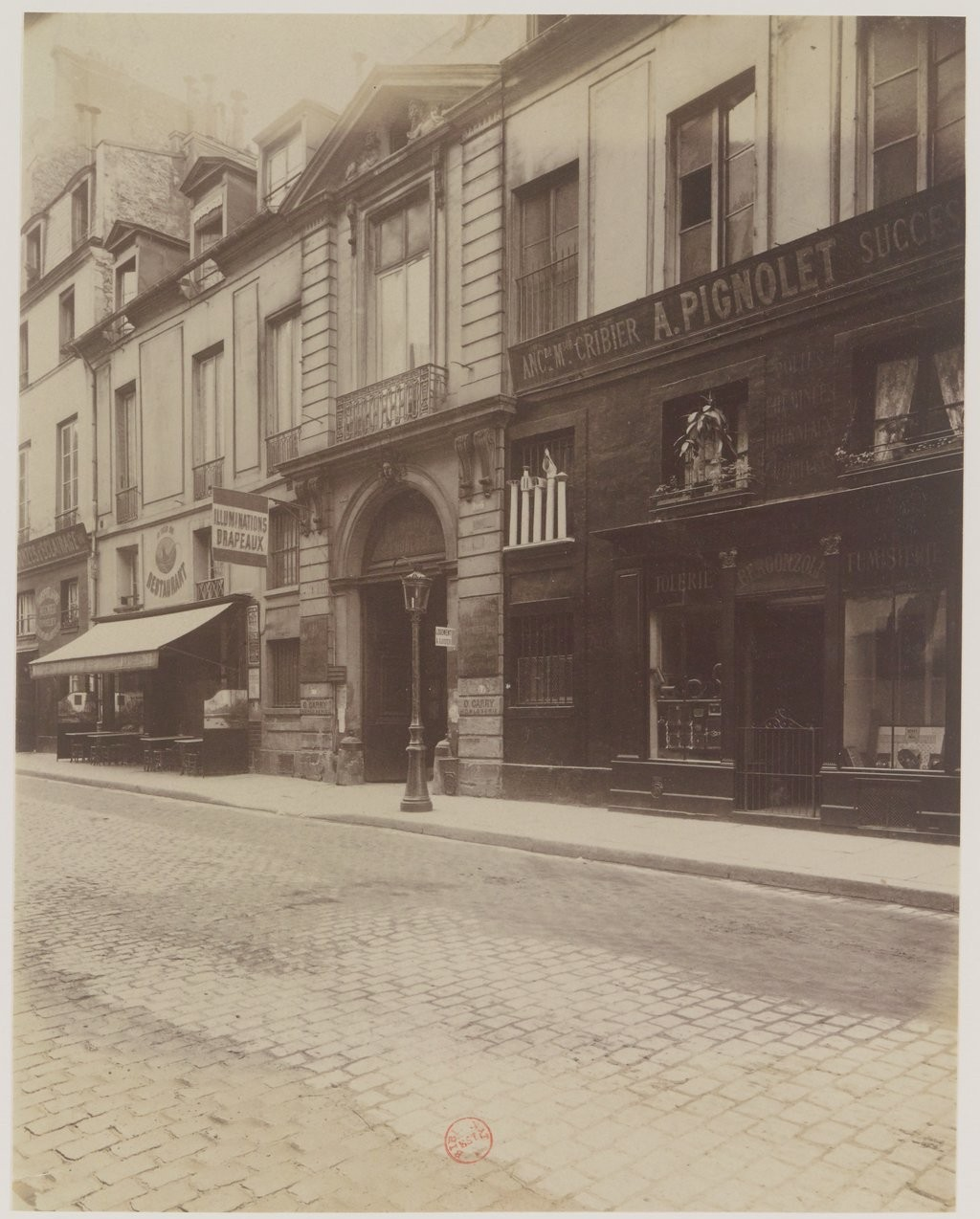
Façade sur la rue Vieille-du-Temple, largement modifiée par la transformation en deux échoppes de part et d'autre du portail. Photographie par Eugène Atget, 1901.
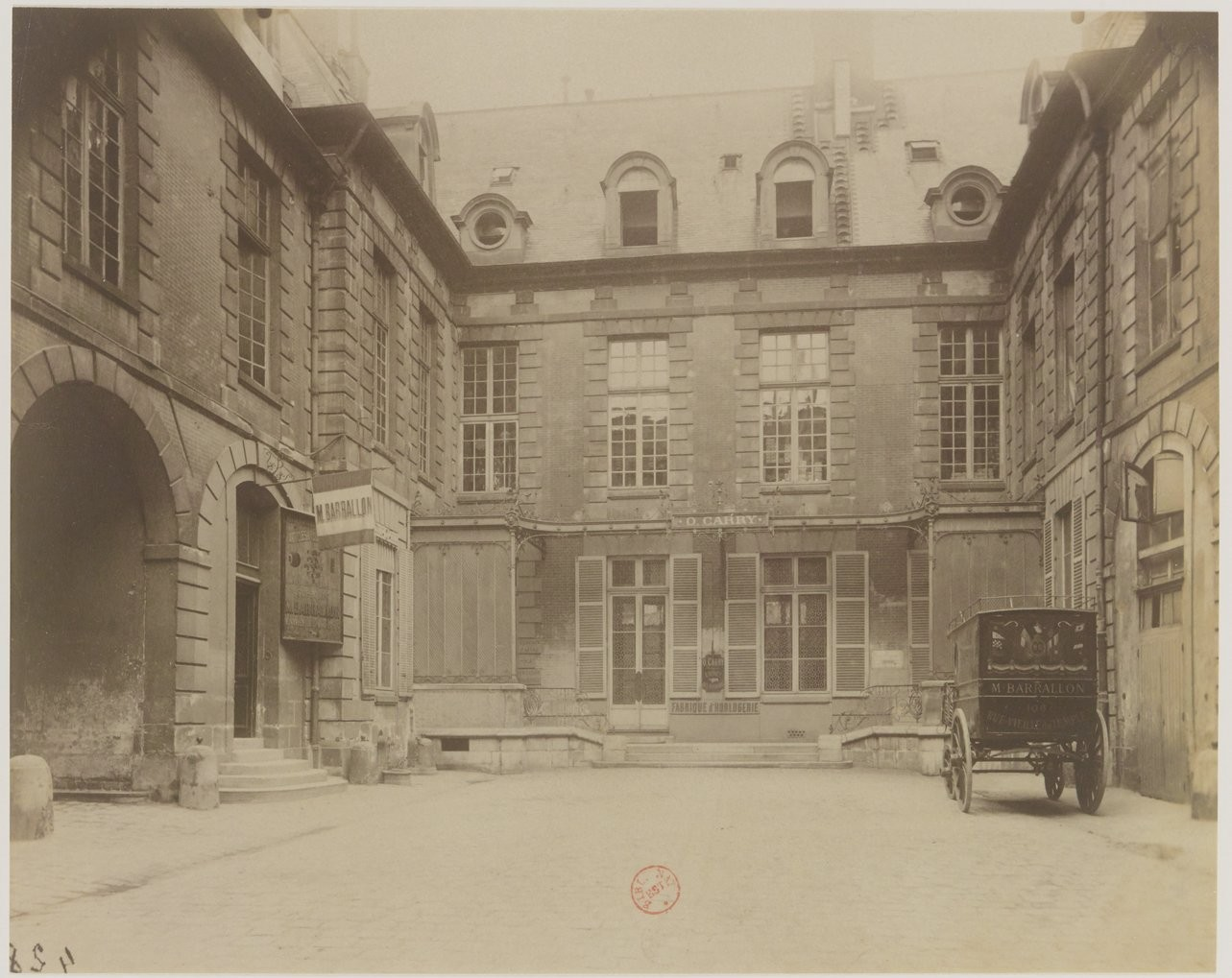
Cour de l'hôtel. On distingue au fond le signe d'une fabrique d'horlogerie installée dans l'ancien corps de logis, et, à gauche, celle d'une boutique de drapeaux. Photographie par Eugène Atget, 1901.

## Architecture
Nicolas Malebranche confie la construction à Jean Thiriot en 1618. L'hôtel actuel est encore largement constitué de ce premier temps, en l'exception de la façade sur rue, remaniée au XVIIIe siècle. Il suit le plan classique de l'hôtel entre cour et jardin. La grande cour, longue et flanquée de deux ailes de services, sert un corps de logis dont le nombre de travées est pair, s'opposant en cela à la norme de l'architecture savante privilégiant les baies impaires et marquant fortement un axe central. Ce trait se retrouve sur certains hôtels modestes du Marais du tout début du XVIIe siècle, la distinction avec le type de la maison n'étant pas alors stricte. Une basse cour servant l'aile des services de bouche se situe à l'est de la grande cour. Comme beaucoup d'autres hôtels particuliers parisiens, l'hôtel Mégret de Sérilly s'adapte à l'irrégularité de la parcelle : la façade sur jardin est plus large que celle sur cour, les axes centraux ne convergent pas. En l'exception de la façade sur rue, il est en brique et pierre, montrant une polychromie commune aux constructions nobiliaires de la première moitié du XVIIe siècle.
Deux pièces décorées par Pierre-Noël Rousset à la fin du XVIIIe siècle ont été démontées et remontées ailleurs : le boudoir est aujourd'hui au Victoria and Albert Museum de Londres ; le salon est aux Breakers, le manoir de la famille Vanderbilt à Newport, Rhode Island.

Cour de l'hôtel Mégret de Sérilly
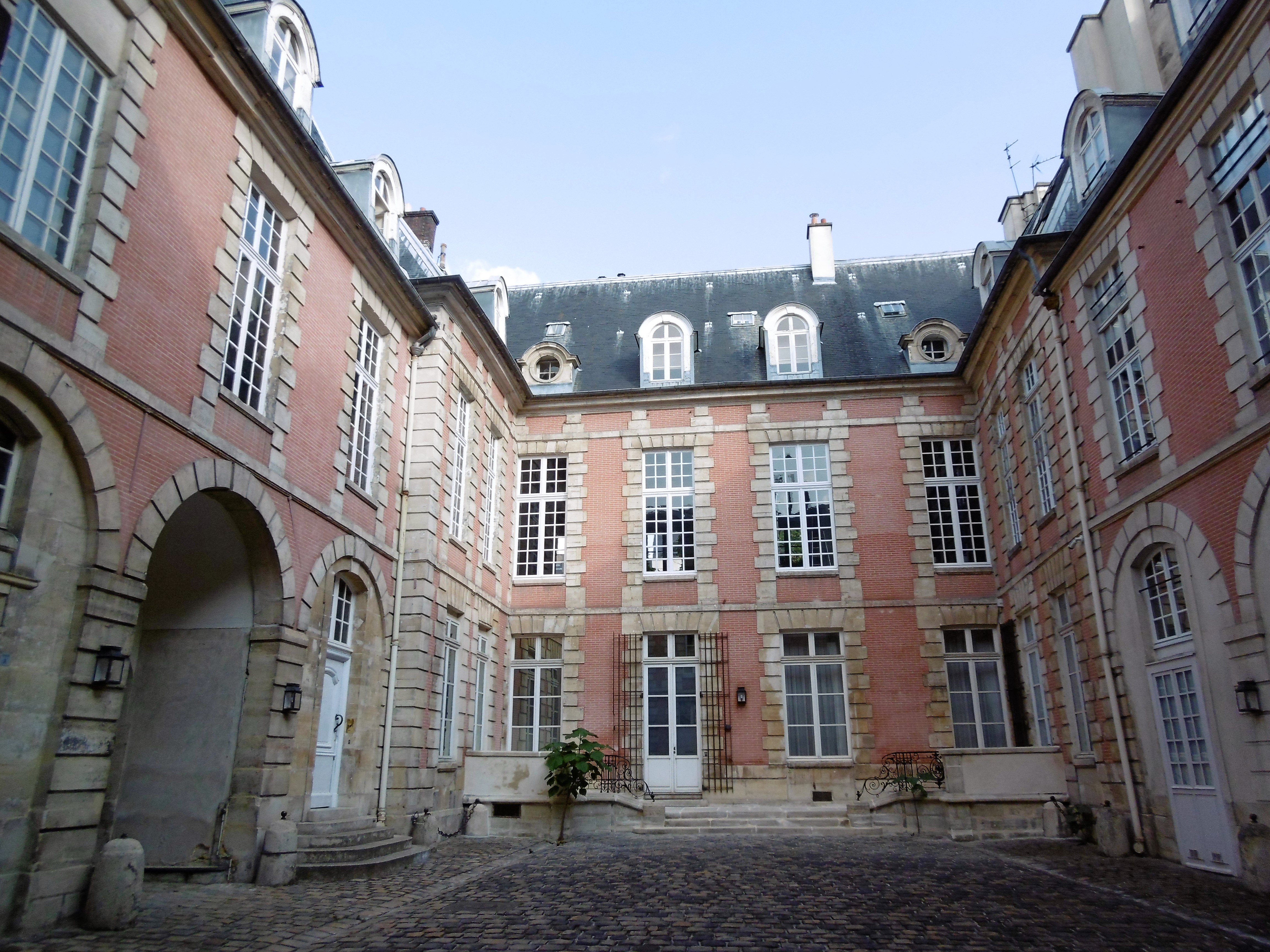
Vue vers le portail sur rue
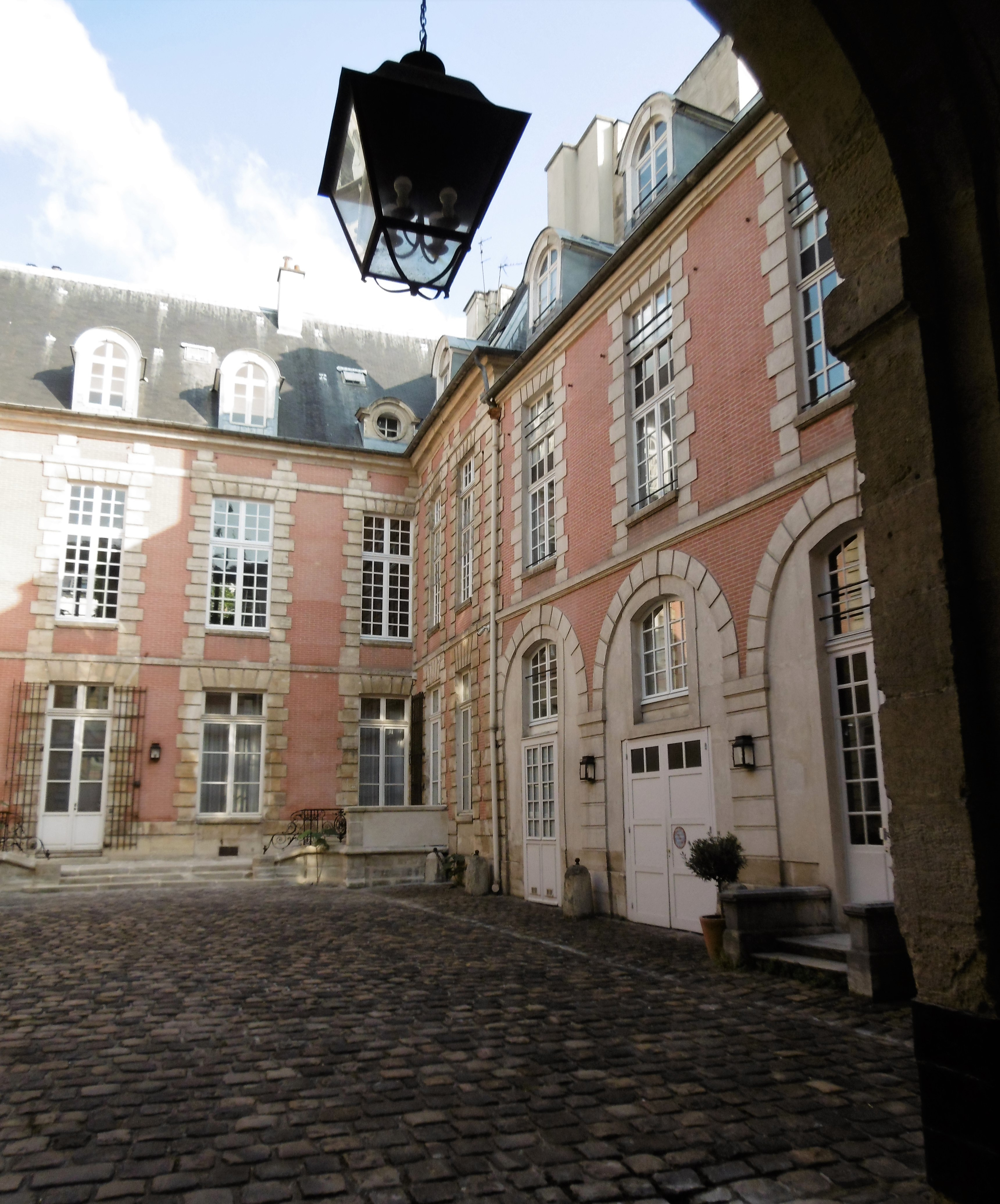
Vue du portail d’entrée